# Креэль Куильти, Энрике
Хосе Энрике Клай Рамон де Хесус Креэль Куильти (исп. José Enrique Clay Ramón de Jesús Creel Cuilty; также известен как Генри Клай Креэль, 30 августа 1854, Чиуауа, Мексика — 17 августа 1931, Мехико, Мексика) — мексиканский бизнесмен и государственный деятель, министр иностранных дел Мексики в 1910—1911.

## Биография
Являлся выходцем из известного семейного клана Креэль/Террасас, обладал большим политическим влиянием, встав впоследствии одним из символов многолетнего режима Порфирио Диаса.
Родился в семье Рубена Креэля, ветерана Американо-мексиканской войны из Гринсберга, штат Кентукки и консула президента США Линкольна в Чиуауа.
После прихода к власти П. Диаса был назначен директором Национального совета по динамиту и взрывчатым веществам. Совет ввёл пошлину на импорт 80 % на динамита, что позволило его членам изготавливать взрывчатые вещества практически без конкуренции и за счёт этого ещё более укрепить семейное состояние Креэлей. Учился в Пенсильванском университете, в 1907 году получил звание почётного доктора в области права Университета Вилланова.
В 1875—1882 годах занимал свою первую государственную должность в городском совете Чиуауа, затем был избран депутатом Конгресса штата Чиуауа.
В 1882 году основал банк Banco Minero de Chihuahua, президентом которого оставался на протяжении более двух десятилетий, а в 1889 году совместно с Хоакином Касасусом основал банк Banco Mercantil de Monterrey.
В числе других позиций в деловой среде Мексики:
- 1898 г. — главный консультант юго-восточных железных дорог Юкатана,
- 1899 г. — президент Ассоциации Банкиров Мексики,
- 1900 г. — президент железнодорожной компании Mineral de Chihuahua,
- 1901 г. — основатель и президент сельскохозяйственного ипотечного банка Мексики,
- 1901 г. — президент Альянса таможенных складов,
- 1902 г. — директор Batopilas Mining Company и коммерческого банка Чиуауа,
- 1902 г. — вице-президент железнодорожной компании Ferrocarril Kansas City-México y Oriente,
- 1903 г. — основатель и президент Центрального банка Мексики.

- 1904—1906 гг. — губернатор штата Чиуауа,
- 1906—1907 гг. — посол Мексики в США,
- 1907—1911 гг. — губернатор штата Чиуауа,
- 1910—1911 гг. — министр иностранных дел Мексики.

Мексиканская революция (1910—1917) вынудила его искать политического убежища в США, его бизнес понёс значительные потери, а земельные владения были экспроприированы. Вернулся на родину после её окончания и в течение нескольких лет работал в северной революционной администрации генерала Альваро Обрегона,
Автор монографий: «Банки Мексики», «Импорт и экспорт», Сельское хозяйство и аграрный сектор".